# تپه سر سراب ۱
تپه سر سراب ۱ مربوط به دوران پیش از تاریخ ایران باستان تا دوران‌های تاریخی پس از اسلام است و در شهرستان کنگاور، بخش مرکزی، دهستان فش واقع شده و این اثر در تاریخ ۳۰ تیر ۱۳۸۴ با شمارهٔ ثبت ۱۲۱۷۰ به‌عنوان یکی از آثار ملی ایران به ثبت رسیده است.